# Não Quero Mais
"Não Quero Mais" é uma canção da cantora e compositora brasileira Ludmilla, gravada para o seu álbum de estreia de estúdio, Hoje (2014). Composta por Umberto Tavares e Jefferson Junior, originalmente a versão do álbum conta com a participação do cantor compatriota Belo, sendo produzida por Toninho Aguiar. Foi lançada como quarto single do disco em 1 de junho de 2015 pela Warner Music Brasil, cuja versão liberada como single para as rádios contém somente os vocais de Ludmilla, assim como o videoclipe oficial da música. Musicalmente, a faixa possui um movimento de balada e origina-se do R&B.

## Antecedentes e lançamento
Em 2014, a cantora alterou seu nome artístico de MC Beyoncé para MC Ludmilla. Ainda no mesmo ano, recomeça suas atividades, assinando um contrato com a gravadora Warner Music Brasil. No dia 14 de janeiro de 2014, "Sem Querer" foi liberada na loja digital iTunes como primeiro single de sua carreira musical sob seu verdadeiro nome. Após isso, Ludmilla retirou o acrônimo de mestre de cerimônia de seu nome e começou os preparativos para o seu primeiro álbum com a gravadora. O primeiro álbum de estúdio de Ludmilla, intitulado Hoje, foi lançado no dia 26 de agosto de 2014 e teve as participações vocais dos cantores compatriotas Belo e Buchecha. O primeiro colaborou na quinta faixa do registro, "Não Quero Mais"; o segundo, na sétima, "Tudo Vale A Pena".
Durante uma entrevista para o portal POPline, a artista disse:
| “ | Eu sempre fui muito, muito, muito fã do Belo. Sou louca pelo Belo até hoje. É que não tenho mais tanto tempo para ir aos shows dele, como antes, mas eu queria muito cantar com ele. Uma vez até falei para ele: ‘Belo, ainda vou cantar com você. Tu vai ver’. [...] Aí surgiu a ideia de gravar no CD. É uma música lenta, chamada 'Não Quero Mais', e caiu como uma luva eu e ele cantando. E também sempre fui fã do Buchecha, porque ele que veio lançando isso do funk-pop, com banda, então sempre o admirei. Como temos o mesmo empresário, viramos amigos e gravamos uma música, que é a cara dele. | ” |

Depois do lançamento de três singles, "Sem Querer", "Hoje" e "Te Ensinei Certin", Ludmilla decidiu escolher "Não Quero Mais" como a quarta faixa de trabalho para promover o álbum resultante. O tema foi enviado para as rádios brasileiras a 1 de junho de 2015. Foi ainda lançado um extended play (EP) digital na iTunes Store para difundir o tema. A versão contida no disco tem a colaboração de Belo, mas para o lançamento como single uma versão solo foi realizada, contendo somente a voz de Ludmilla.

## Videoclipe

### Produção
Para a gravação do clipe a cantora viajou para o Deserto do Atacama no Chile, onde foram rodada as gravações, ao contrário dos outros videoclipes do álbum este não contém muita iluminação e dançarinos. Desta vez, Ludmilla revelou que estará sozinha, vagando pelo deserto enquanto canta.

### Lançamento
O videoclipe Official foi lançado no dia 13 de julho de 2015

### Ficha Técnica
| Diretor de cena: Lucas Carneiro Neves Diretor de fotografia e arte: Rafael Rocha Assistente de direção: Ádamo Ovalhe Stylist: Rodrigo Polack Assistente de produção de moda: Gabriel Yamada e Natalia Tiano Maquiagem: Alexandre Souza Direcão de produção: Juan Ossa Produtora: Noize |

## Composição
A canção ''Não Quero Mais'' foi composta por Umberto Tavares e Jeferson Junior que anteriormente compuseram outra canção de Ludmilla chamada ''Hoje'' a canção foi gravada pela própria Ludmilla.

## Promoção
No dia 27 de junho de 2015 a cantora juntamente com o cantor Belo apresentou a canção no programa Legendários da Rede Record.

## Versão com Belo
A versão do disco contava com a participação do cantor Belo, porém para o lançamento como single uma versão solo foi realizada, sem a colaboração, sendo liberada em 1 de junho de 2015. Ludmilla alegou no programa The Noite com Danilo Gentili no canal SBT, que Belo não participou do clipe pois suas agendas não eram compatíveis.

## Lista de faixas
- Download digital[8]

1. "Não Quero Mais" - 4:03
2. "Não Quero Mais" (feat. Charles Jones) - 3:38

- Extended play[9]

1. "Não Quero Mais" - 4:03
2. "Não Quero Mais" (Versão Black) - 4:05
3. "Não Quero Mais" (feat. Charles Jones) - 3:38
4. "Não Quero Mais" (Remix Radio Mix) - 3:20

## Ranking
| Ano  | Prêmio            | Indicação     | Resultado |
| ---- | ----------------- | ------------- | --------- |
| 2015 | Caldeirão de Ouro | As 10+ do Ano | 8º Lugar  |

## Desempenho nas tabelas musicais

### Paradas semanais
| Parada (2015)                                               | Melhor posição |
| ----------------------------------------------------------- | -------------- |
| Brasil - (ABPD)                                             | 12             |
| Brasil - Billboard Brasil Hot 100 Airplay                   | 28             |
| Brasil - Billboard Brasil Regional Belo Horizonte Hot Songs | 9              |
| Brasil - Billboard Brasil Regional Rio de Janeiro Hot Songs | 1              |
| Brasil - Billboard Brasil Regional Recife Hot Songs         | 2              |
| Brasil - Billboard Brasil Regional São Paulo Hot Songs      | 1              |

## Histórico de lançamento
| Região | Data                 | Formato(s)       | Gravadora           |
| ------ | -------------------- | ---------------- | ------------------- |
| Brasil | 14 de agosto de 2015 | download digital | Warner Music Brasil |